# Olympische Sommerspiele 1976/Teilnehmer (Dänemark)
| Gelbes Symbol für Goldmedaillen mit stilisierten Olympischen Ringen | Graues Symbol für Silbermedaillen mit stilisierten Olympischen Ringen | Braundes Symbol für Bronzemedaillen mit stilisierten Olympischen Ringen |
| ------------------------------------------------------------------- | --------------------------------------------------------------------- | ----------------------------------------------------------------------- |
| 1                                                                   | —                                                                     | 2                                                                       |

Dänemark nahm an den Olympischen Sommerspielen 1976 in Montreal mit einer Delegation von 66 Athleten (56 Männer und 10 Frauen) an 40 Wettkämpfen in 15 Sportarten teil.
Die dänischen Sportler gewannen eine Goldmedaille und zwei Bronzemedaillen. Olympiasieger wurden die Segler Valdemar Bandolowski, Erik Hansen und Poul Høj Jensen in der Bootsklasse Soling. Fahnenträgerin bei der Eröffnungsfeier war die Ruderin Judith Andersen.

## Teilnehmer nach Sportarten

### Bogenschießen
Männer
- Arne Jacobsen
Einzel: 25. Platz

### Boxen
- Hans Henrik Palm
Leichtgewicht: in der 1. Runde ausgeschieden

- Ib Bøtcher
Weltergewicht: im Achtelfinale ausgeschieden

- Poul Frandsen
Halbmittelgewicht: in der 1. Runde ausgeschieden

### Fechten
Frauen
- Annie Madsen
Florett: 24. Platz

### Gewichtheben
- Erling Johansen
Halbschwergewicht: 9. Platz

### Handball
- 8. Platz
Anders Dahl-Nielsen
Bent Larsen
Claus From
Henrik Jacobsgaard
Jesper Munk Petersen
Johnny Piechnik
Jørgen Frandsen
Kay Jørgensen
Lars Bock
Palle Jensen
Thomas Pazyj
Thor Munkager
Søren Andersen

### Kanu
Frauen
- Kate Olsen
Einer-Kajak 500 m: im Halbfinale ausgeschieden

### Leichtathletik
Männer
- Ruben Sørensen
1500 m: im Vorlauf ausgeschieden

- Jørgen Jensen
Marathon: 28. Platz

- Jesper Tørring
Hochsprung: 8. Platz

### Moderner Fünfkampf
- Jørn Steffensen
Einzel: 7. Platz

- Klaus Petersen
Einzel: 27. Platz

### Radsport
- Verner Blaudzun
Straßenrennen: Rennen nicht beendet
Mannschaftszeitfahren: Bronze

- Jørgen Emil Hansen
Straßenrennen: Rennen nicht beendet
Mannschaftszeitfahren: Bronze

- Bent Pedersen
Straßenrennen: Rennen nicht beendet

- Willy Skibby
Straßenrennen: Rennen nicht beendet

- Gert Frank
Mannschaftszeitfahren: Bronze

- Jørn Lund
Mannschaftszeitfahren: Bronze

- Niels Fredborg
Bahn Sprint: 7. Platz
Bahn 1000 m Zeitfahren: Bronze

- Ivar Jakobsen
Bahn 4000 m Mannschaftsverfolgung: 13. Platz

- Kim Refshammer
Bahn 4000 m Mannschaftsverfolgung: 13. Platz

- Bjarne Sørensen
Bahn 4000 m Mannschaftsverfolgung: 13. Platz

- Kim Gunnar Svendsen
Bahn 4000 m Mannschaftsverfolgung: 13. Platz

### Reiten
- Ulla Petersen
Dressur: 8. Platz
Dressur Mannschaft: 6. Platz

- Tonny Jensen
Dressur: 12. Platz
Dressur Mannschaft: 6. Platz

- Nils Haagensen
Dressur: 22. Platz
Dressur Mannschaft: 6. Platz

### Rudern
Männer
- Kim Rørbæk
Zweier ohne Steuermann: im Viertelfinale ausgeschieden

- Mogens Rasmussen
Zweier ohne Steuermann: im Viertelfinale ausgeschieden

Frauen
- Kirsten Thomsen
Doppel-Vierer mit Steuerfrau: 6. Platz

- Else Mærsk-Kristensen
Doppel-Vierer mit Steuerfrau: 6. Platz

- Judith Andersen
Doppel-Vierer mit Steuerfrau: 6. Platz

- Karen Margrethe Nielsen
Doppel-Vierer mit Steuerfrau: 6. Platz

- Kirsten Plum Jensen
Doppel-Vierer mit Steuerfrau: 6. Platz

### Schießen
- Kell Runland
Schnellfeuerpistole 25 m: 15. Platz

- Niels Dahl
Freie Pistole 50 m: 31. Platz

- Henning Clausen
Kleinkalibergewehr Dreistellungskampf 50 m: 20. Platz
Kleinkalibergewehr liegend 50 m: 7. Platz

- Bo Lilja
Kleinkalibergewehr Dreistellungskampf 50 m: 35. Platz

- Hasse Persson
Kleinkalibergewehr liegend 50 m: 72. Platz

- Ernst Pedersen
Skeet: 14. Platz

- Kjeld Rasmussen
Skeet: 14. Platz

### Schwimmen
Frauen
- Susanne Nielsson
100 m Brust: im Halbfinale ausgeschieden
200 m Brust: im Vorlauf ausgeschieden

- Karin Deleurand
100 m Brust: im Vorlauf ausgeschieden
200 m Brust: im Vorlauf ausgeschieden

### Segeln
- Jørgen Lindhardsen
Finn-Dinghy: 14. Platz

- Dan Ibsen Sørensen
470er-Jolle: 12. Platz

- Lars Lønberg
470er-Jolle: 12. Platz

- Claes Thunbo Christensen
Tempest: 6. Platz

- Finn Thunbo Christensen
Tempest: 6. Platz

- Per Kjærgaard Nielsen
Tornado: 9. Platz

- Peter Due
Tornado: 9. Platz

- Erik Hansen
Soling: Gold

- Poul Høj Jensen
Soling: Gold

- Valdemar Bandolowski
Soling: Gold

### Turnen
- Ole Benediktson
Einzelmehrkampf: 72. Platz
Boden: 75. Platz
Pferdsprung: 60. Platz
Barren: 61. Platz
Reck: 58. Platz
Ringe: 87. Platz
Seitpferd: 70. Platz